# Osiedle Błonie

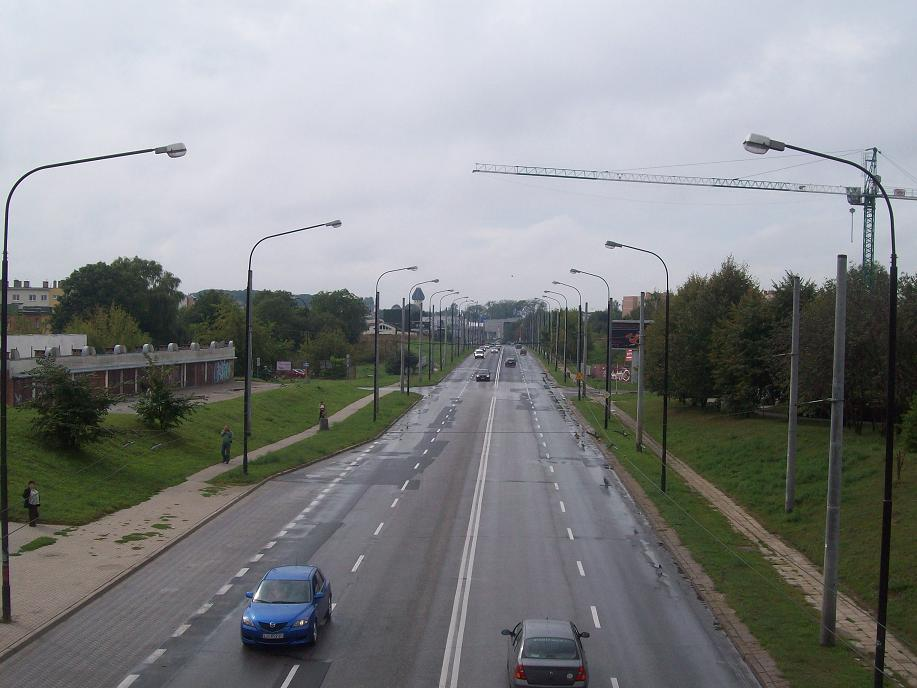
Osiedle Błonie widoczne po prawej stronie drogi

Osiedle Błonie – osiedle wchodzące w skład jednej z dzielnic Lublina – Czubów Północnych, położone pomiędzy osiedlami: Ruta (od wschodu, granica wzdłuż ul. Armii Krajowej), Łęgi (od południa, granica wzdłuż ul. Władysława Orkana) oraz dzielnicami Konstantynów (od północy) i Węglin. Osiedle ma powierzchnię 17 ha.
Na terenie osiedla znajdują się ulice: Zwycięska, Rycerska, Kawaleryjska, Herbowa, Ułanów, Szaserów, Hetmańska, Dragonów i Husarska.
Na osiedlu dominuje niska zabudowa wielorodzinna, w większości czteropiętrowe bloki, zbudowane w drugiej połowie lat 80. Na jego terenie mieści się między innymi Szkoła Podstawowa nr. 42 (ul. Rycerska) wraz z kompleksem sportowym Orlik oraz biblioteka multimedialna Biblio (ul. Szaserów) i SPA Orkana, a także stosunkowo niewiele punktów handlowo-usługowych, takich, jak np. kompleks handlowy przy ul. Herbowej (sklepy Stokrotka, Żabka, apteka, piekarnie i sklepy mięsne).
Na osiedlu funkcjonuje Klub Osiedlowy Błonie, działający przy administracji osiedla i organizujący zajęcia dla dzieci, młodzieży oraz osób dorosłych, m.in. warsztaty teatralne, ognisko przedszkolne, gimnastykę, aerobic, kółko plastyczne, kółko muzyczne, spotkania szachowe, zajęcia taneczne, tenis stołowy. W klubie prowadzony jest offowy Teatr Pierwszego Kontaktu.
Administracja osiedla Błonie zlokalizowana przy ul. Dragonów 2.